# Kampong Peramu
Kampong Peramu é uma mukim da daerah de Brunei e Muara do Brunei. A sua capital é a cidade de mesmo nome.